# Austroencyrtus annulicornis
Austroencyrtus annulicornis är en stekelart som beskrevs av Girault 1923. Austroencyrtus annulicornis ingår i släktet Austroencyrtus och familjen sköldlussteklar. Inga underarter finns listade.